# Sensualità (film)
Sensualità è un film del 1952 diretto da Clemente Fracassi.

## Trama
In un campo di sfollati e profughi dall'Istria, si trova ospitata una giovane ragazza, Franca, che trova un lavoro nella vicina fattoria, proprietà di due fratelli, Riccardo e Carlo Sartori.
Carlo inizierà a corteggiare la bella ragazza, che accetterà le sue attenzioni, ma costei è attratta dall'altro fratello Riccardo, che arriva a offrirle del danaro, perché lasci in pace Carlo.
Ma la caparbietà di Franca, porterà alla sua assunzione stabile come dipendente della fattoria, e a circuire con insistenza Riccardo che la abbraccerà e la bacerà, ma alla fine, pentito, la respingerà.
Franca fugge con Carlo e senza amarlo lo sposerà ugualmente.
Riccardo insegue i due, trova la ragazza in una locanda, le rivela il suo amore, ma dopo che Franca gli si è concessa, viene a sapere del matrimonio della giovane con il fratello.
Riccardo si pente dell'accaduto e si allontana dalla ragazza, che però è sempre innamorata di lui e non intende perderlo per nessuna ragione.
Carlo, che ha scoperto tutta la verità del tradimento della moglie con il fratello, la segue una mattina, mentre lei cerca di raggiungere l'amante in campagna, dove si era recato a cacciare, davanti al fratello, Riccardo allontana Franca, che afferrato il fucile lo uccide, prima di essere uccisa dalla stessa arma per mano del marito.

## Produzione
Il film è ascrivibile al filone dei melodrammi sentimentali, comunemente detto strappalacrime, allora molto in voga tra il pubblico italiano (in seguito ribattezzato dalla critica con il termine neorealismo d'appendice).
Venne girato negli stabilimenti Ponti-De Laurentiis di Roma.

## Distribuzione
La pellicola venne distribuita nel circuito cinematografico italiano il 28 giugno del 1952.

## Accoglienza
Il film incassò 559.000.000 di lire dell'epoca, risultando il quinto incasso dell'anno in Italia.

### Critica
Ermanno Contini su Il Messaggero di Roma, del 19 ottobre 1952 : "Un tale crescendo di incongruenze e quasi ridicole violenze fa naufragare il film nel più grossolano arteficio, neutralizzando l'efficacia di alcune scene svolte con abilità e vigore. Mastroianni ha momenti di bella spontaneità"